# David di Donatello pentru cel mai bun film străin
Premiul David di Donatello pentru cel mai bun film străin (în italiană David di Donatello per il miglior film internazionale) se acordă anual din 1959 de Accademia del Cinema Italiano (ACI).

## Câștigători și nominalizați
Câștigătorii sunt indicați cu aldin.

### Anii 1950 - anii 1960
1958 The Prince and the Showgirl, regizat de Laurence Olivier
1959 Gigi, regizat de Vincente Minnelli
1960 No Award
1961 Ben Hur, regizat de William Wyler
1962 Judgment at Nuremberg, regizat de Stanley Kramer
1963 The Longest Day, produced by Darryl F. Zanuck
1964 Lawrence of Arabia, regizat de David Lean
1965 My Fair Lady, regizat de George Cukor
1966 The Agony and the Ecstasy, regizat de Carol Reed
1967 Doctor Zhivago, regizat de David Lean
1968 Guess Who's Coming to Dinner, regizat de Stanley Kramer
1969 2001: A Space Odyssey, regizat de Stanley Kubrick

### Anii 1970
1970 The Lion in Winter, regizat de Anthony Harvey
1971 Ryan's Daughter, regizat de David Lean
1972 The French Connection, regizat de William Friedkin
1973 The Godfather, regizat de Francis Ford Coppola
1974 Jesus Christ Superstar, regizat de Norman Jewison
1975 The Towering Inferno, regizat de Irwin Allen
1976 Nashville, regizat de Robert Altman
1977 Marathon Man, regizat de John Schlesinger
1978 Close Encounters of the Third Kind, regizat de Steven Spielberg
1979 The Wishing Tree (ნატვრის ხე / Natvris khe), regizat de Tengiz Abuladze

### Anii 1980
1980
- Kramer vs. Kramer, regizat de Robert Benton

1981
- No Award

1982
- Mephisto, regizat de István Szabó
  - Marianne and Juliane (Die bleierne Zeit), regizat de Margarethe von Trotta
  - Reds, regizat de Warren Beatty

1983
- Gandhi, regizat de Richard Attenborough
  - The Way  (Yol), regizat de Yılmaz Güney
  - Victor/Victoria, regizat de Blake Edwards
  - Missing, regizat de Costa-Gavras

1984
- Fanny and Alexander, regizat de Ingmar Bergman
  - Terms of Endearment, regizat de James L. Brooks
  - Zelig, regizat de Woody Allen

1985
- Amadeus, regizat de Miloš Forman
  - The Killing Fields, regizat de Roland Joffé
  - Paris, Texas, regizat de Wim Wenders

1986
- Out of Africa, regizat de Sydney Pollack
  - Another Time, Another Place, regizat de Michael Radford
  - Ran (乱), regizat de Akira Kurosawa

1987
- A Room with a View, regizat de James Ivory
  - The Official Story (La historia oficial), regizat de Luis Puenzo
  - The Mission, regizat de Roland Joffé

1988
- Au revoir les enfants, regizat de Louis Malle
  - The Dead, regizat de John Huston
  - Full Metal Jacket, regizat de Stanley Kubrick

1989
- Rain Man, regizat de Barry Levinson
  - Mississippi Burning, regizat de Alan Parker
  - Women on the Verge of a Nervous Breakdown (Mujeres al borde de un ataque de nervios), regizat de Pedro Almodóvar

### Anii 1990
1990
- Dead Poets Society, regizat de Peter Weir
  - Crimes and Misdemeanors, regizat de Woody Allen
  - May Fools (Milou en mai), regizat de Louis Malle
  - Reunion, regizat de Jerry Schatzberg
  - Life and Nothing But (La vie et rien d'autre), regizat de Bertrand Tavernier

1991
- Cyrano de Bergerac, regizat de Jean-Paul Rappeneau (ex aequo)
Hamlet, regizat de Franco Zeffirelli (ex aequo)
  - Dances with Wolves, regizat de Kevin Costner
  - Nikita, regizat de Luc Besson
  - Goodfellas, regizat de Martin Scorsese

1992
- Raise the Red Lantern (Dà Hóng Dēnglóng Gāogāo Guà / 大紅燈籠高高掛), regizat de Zhang Yimou
  - Thelma & Louise, regizat de Ridley Scott
  - Shadows and Fog, regizat de Woody Allen

1993
- A Heart in Winter (Un coeur en hiver), regizat de Claude Sautet
  - Howards End, regizat de James Ivory
  - The Crying Game, regizat de Neil Jordan

1994
- In the Name of the Father, regizat de Jim Sheridan
  - The Remains of the Day, regizat de James Ivory
  - Schindler's List, regizat de Steven Spielberg

1995
- Pulp Fiction, regizat de Quentin Tarantino
  - Forrest Gump, regizat de Robert Zemeckis
  - Burnt by the Sun (Утомлённые солнцем / Utomlyonnye solntsem), regizat de Nikita Mikhalkov

1996
- Nelly and Mr. Arnaud (Nelly et Monsieur Arnaud), regizat de Claude Sautet
  - Mighty Aphrodite, regizat de Woody Allen
  - Smoke, regizat de Wayne Wang

1997
- Ridicule, regizat de Patrice Leconte

1998
- The Full Monty, regizat de Peter Cattaneo
  - Amistad, regizat de Steven Spielberg
  - The Thief (Vor), regizat de Pavel Chukhray

1999
- Train of Life (Train de vie), regizat de Radu Mihaileanu
  - Shakespeare in Love, regizat de John Madden
  - Central Station (Central do Brasil), regizat de Walter Salles

### Anii 2000
2000
- All About My Mother (Todo sobre mi madre), regizat de Pedro Almodóvar
  - American Beauty, regizat de Sam Mendes
  - East Is East, regizat de Damien O'Donnell

2001
- The Taste of Others (Le goût des autres), regizat de Agnès Jaoui
  - Billy Elliot, regizat de Stephen Daldry
  - Chocolat, regizat de Lasse Hallström
  - In the Mood for Love (花樣年華 / Fa yeung nin wa), regizat de Wong Kar-wai

2002
- The Man Who Wasn't There, regizat de Joel Coen and Ethan Coen
  - Amélie (Le fabuleux destin d'Amélie Poulain), regizat de Jean-Pierre Jeunet
  - No Man's Land (Ničija zemlja), regizat de Danis Tanović

2003
- The Pianist, regizat de Roman Polanski
  - Chicago, regizat de Rob Marshall
  - Talk to Her (Hable con ella), regizat de Pedro Almodóvar
  - The Hours, regizat de Stephen Daldry
  - The Man on the Train (L'homme du train), regizat de Patrice Leconte

2004
- The Barbarian Invasions (Les Invasions barbares), regizat de Denys Arcand
  - Big Fish, regizat de Tim Burton
  - Lost in Translation, regizat de Sofia Coppola
  - Master and Commander: The Far Side of the World, regizat de Peter Weir
  - Mystic River, regizat de Clint Eastwood

2005
- Million Dollar Baby, regizat de Clint Eastwood
  - 2046, regizat de Wong Kar-wai
  - 3-Iron (빈집 / Binjip), regizat de Kim Ki-duk
  - Hotel Rwanda, regizat de Terry George
  - Ray, regizat de Taylor Hackford

2006
- Crash, regizat de Paul Haggis
  - A History of Violence, regizat de David Cronenberg
  - Good Night, and Good Luck., regizat de George Clooney
  - Brokeback Mountain, regizat de Ang Lee
  - Tsotsi, regizat de Gavin Hood

2007
- Babel, regizat de Alejandro González Iñárritu
  - Letters from Iwo Jima, regizat de Clint Eastwood
  - Little Miss Sunshine, regizat de Jonathan Dayton and Valerie Faris
  - The Pursuit of Happyness, regizat de Gabriele Muccino
  - The Departed, regizat de Martin Scorsese

2008
- No Country for Old Men, regizat de Joel Coen and Ethan Coen
  - Across the Universe, regizat de Julie Taymor
  - Into the Wild, regizat de Sean Penn
  - In the Valley of Elah, regizat de Paul Haggis
  - There Will Be Blood, regizat de Paul Thomas Anderson

2009
- Gran Torino, regizat de Clint Eastwood
  - Milk, regizat de Gus Van Sant
  - The Visitor, regizat de Tom McCarthy
  - The Wrestler, regizat de Darren Aronofsky
  - WALL-E, regizat de Andrew Stanton

### Anii 2010
2010
- Inglourious Basterds, regizat de Quentin Tarantino
  - A Serious Man, regizat de Joel Coen and Ethan Coen
  - Avatar, regizat de James Cameron
  - Invictus, regizat de Clint Eastwood
  - Up in the Air, regizat de Jason Reitman

2011
- Hereafter, regizat de Clint Eastwood
  - Black Swan, regizat de Darren Aronofsky
  - Inception, regizat de Christopher Nolan
  - Incendies, regizat de Denis Villeneuve
  - The Social Network, regizat de David Fincher

2012
- A Separation (جدایی نادر از سیمین / Jodaí-e Nadér az Simín), regizat de Asghar Farhadi
  - Drive, regizat de Nicolas Winding Refn
  - Hugo, regizat de Martin Scorsese
  - The Ides of March, regizat de George Clooney
  - The Tree of Life, regizat de Terrence Malick

2013
- Django Unchained, regizat de Quentin Tarantino
  - Argo, regizat de Ben Affleck
  - Silver Linings Playbook, regizat de David O. Russell
  - Lincoln, regizat de Steven Spielberg
  - Life of Pi, regizat de Ang Lee

2014
- The Grand Budapest Hotel, regizat de Wes Anderson
  - 12 Years a Slave, regizat de Steve McQueen
  - American Hustle, regizat de David O. Russell
  - Blue Jasmine, regizat de Woody Allen
  - The Wolf of Wall Street, regizat de Martin Scorsese

2015
- Birdman, regizat de Alejandro González Iñárritu
  - American Sniper, regizat de Clint Eastwood
  - Boyhood, regizat de Richard Linklater
  - The Salt of the Earth, regizat de Wim Wenders
  - Mommy, regizat de Xavier Dolan

2016
- Bridge of Spies, regizat de Steven Spielberg
  - Carol, regizat de Todd Haynes
  - Inside Out, regizat de Pete Docter
  - Remember, regizat de Atom Egoyan
  - Spotlight, regizat de Thomas McCarthy

2017
- Nocturnal Animals, regizat de Tom Ford
  - Captain Fantastic, regizat de Matt Ross
  - Lion, regizat de Garth Davis
  - Paterson, regizat de Jim Jarmusch
  - Sully, regizat de Clint Eastwood

2018
- Dunkirk, regizat de Christopher Nolan
  - La La Land, regizat de Damien Chazelle
  - The Insult (قضية رقم ٢٣, / Qadiyya raqm 23), regizat de Ziad Doueiri
  - Loveless (Нелюбовь / Nelyubov), regizat de Andrey Zvyagintsev
  - Manchester by the Sea, regizat de Kenneth Lonergan

2019
- Roma, regizat de Alfonso Cuarón
  - Bohemian Rhapsody, regizat de Bryan Singer
  - Cold War (Zimna wojna), regizat de Paweł Pawlikowski
  - Phantom Thread, regizat de Paul Thomas Anderson
  - Three Billboards Outside Ebbing, Missouri, regizat de Martin McDonagh

### Anii 2020
2020
- Parasite (기생충 / Gisaengchung), regizat de Bong Joon-ho
  - Green Book, regizat de Peter Farrelly
  - Joker, regizat de Todd Phillips
  - An Officer and a Spy (J'accuse), regizat de Roman Polanski
  - Once Upon a Time in Hollywood, regizat de Quentin Tarantino

2021
- 1917, regizat de Sam Mendes
  - Jojo Rabbit, regizat de Taika Waititi
  - Les Misérables, regizat de Ladj Ly
  - Richard Jewell, regizat de Clint Eastwood
  - Sorry We Missed You, regizat de Ken Loach

2022
- Belfast, regizat de Kenneth Branagh
  - Don't Look Up, regizat de Adam McKay
  - Drive My Car (ドライブ・マイ・カー / Doraibu mai kā), regizat de Ryusuke Hamaguchi
  - Dune, regizat de Denis Villeneuve
  - The Power of the Dog, regizat de Jane Campion

2023
- The Fabelmans, regizat de Steven Spielberg
  - Bones and All, regizat de Luca Guadagnino
  - Elvis, regizat de Baz Luhrmann
  - Licorice Pizza, regizat de Paul Thomas Anderson
  - Triangle of Sadness, regizat de Ruben Östlund

2024
- Anatomie d'une chute, regizat de Justine Triet
  - As bestas, regizat de Rodrigo Sorogoyen
  - Kuolleet lehdet, regizat de Aki Kaurismäki
  - Killers of the Flower Moon, regizat de Martin Scorsese
  - Oppenheimer, regizat de Christopher Nolan